# The Middle East (band)
| The middle east |
| --- |
| - Ursprung – Townsville, Queensland, Australien - Genre – Indiefolk, post-rock - Aktiva – 2005–2008, 2009–2011 - Skivbolag – Spunk Records - Relaterade akter – Joseph Liddy & The Skeleton Horse, R.L Jones, Stolen Violin, Jordan Ireland with Purple Orchestra, Jaws, The Starry Field, Nathan Roche - Hemsida – www.facebook.com/visitthemiddleeast/ - Tidigare medlemmar - Jordan Ireland Rohin Jones Bree Tranter Joseph Ireland Mark Myers Jack Saltmiras Mike Haydon Tim Barwise Javed Sterritt Jared Jones |

The Middle East var ett band från Townsville i Queensland, Australien. Bandet bildades 2005 och spelade till en början bara lokalt, men tog sedan fart mot en internationell kännedom.
Bandets första släpp 2006 var en namnlös EP som de delade tillsammans med ett annat band vid namn Sleeping in Trains. Där hade de fyra låtar med ett poppigt och försiktigt indie-rocksound; fylld av dynamik i ljudbilden, ekande elgitarr-melodier och ljuva stämmor. 
Strax efter detta släppte bandet 2008 sin första skiva vid namn The recordings of the middle east. Den bestod av 9 låtar och den här gången hade de ett mörkare sound, med låtar som innehöll spöklika stämmor och texter om jordens undergång och döden, tillsammans med samma vackra ljus som tidigare musik besuttit.
Efter detta släpp splittrades bandet och efter 8 månader återförenades bandet för att släppa The recordings of the middle east som en EP under skivbolaget Spunk Records, där endast 5 låtar kom med. 27 Oktober 2009 släpptes EP:n i Nordamerika. 
Detta släpp skulle bli det som tog bandet till en internationell kännedom. Med hitlåtar som The darkest side & Blood var nu The middle east på väg att bli Indie-scenens nya storhet.
Efter släppet åkte bandet på turné i Australien och sedan i Europa och Amerika där de bland annat spelade på festivaler som Coachella & South by southwest, de spelade även shower tillsammans med det välkända bandet Mumford and sons. 
Under tiden som de var på turné presenterade de ny musik som hade legat och kokat under tiden som bandet splittrats och återförenats. Den här gången kunde man höra att The middle east försökt ta avstånd från sin gulliga indie-stil och istället valt att röra sig i en mer "mogen" country och folkrockinspirerad riktning. 
2010 släppte bandet en singel vid namn Jesus came to my birthday party som var olikt något annat bandet släppt förut. Smutsiga gitarrer och fuzzfyllda solon gav en väldigt punkig känsla i släppet som även innehöll låten Western som hade samma färg, dock med ett mer western och bluegrass-liknande sound. 
Senare släppte bandet sitt officiella debutalbum I want that you are always happy som bestod av 15 låtar, där endast spökligheten av låtarna kunde knytas ihop med tidigare släpp.
Strax efter att bandet släppt albumet splittrades de igen, och denna gången som ett officiellt avslut på The middle east. Medlemmarna har förklarat att bandet haft en ohälsosam relation till varandra och tagit dåliga beslut angående turné och skapande av musik och att det var för att bevara vänskapen mellan medlemmarna som beslutet togs att splittras.
Bandet spelade sin sista show den 31 juli 2011 på musikfestivalen Splendour in the grass i Woodford, Queensland.

## Bakgrund
The Middle East har spelats nationellt på radiostationen Triple J och har även spelats på stora festivaler i Australien som t.ex. Splendour in the Grass, the Big Day Out, Big Sound, Homebake, samt Woodford Folk Festival. Utöver detta har bandet varit på turné tillsammans med internationella band som Doves & Mumford and Sons och har även blivit ganska kända i USA. Under tiden som The Middle East växte internationellt var ofta Indiescenen relaterad till bloggar på internet och det är där man kan se var bandet var som störst. Över hundra bloggar har skrivit om bandet och den unga Indie-scenen har visat sin uppskattning till bandet. 

## Musikstil
The Middle East har blivit beskrivet som ett alternativt kameleont-band som spelar en hel mängd av olika musikstilar. Det finns spår av Country, Folk, Punk, Indie, Post Rock, Blues och Ambient i bandets diskografi. Instrument som Banjo & Gitarr blandas med blås och stråkinstrument. Mandoliner och klockspel tillsammans med slagverk, synthar och piano.
Bandets låt "Blood" finns med i filmerna It's Kind of a Funny Story (2010) och Crazy, Stupid, Love (2011), Accidents Happen (2009), samt Jeff, Who Lives at Home (2011).

## Diskografi
- The Middle East / Sleeping in Trains (Delad EP tillsammans med bandet Sleeping in Trains, 2006)
- The Recordings of the Middle East (album, 2008)
- The Recordings of the Middle East (EP, 2009)
- Jesus Came to My Birthday Party (singel, 2010)
- I Want That You Are Always Happy (album, 2011)